# غونزالو غوتيريز (لاعب كرة قدم)
غونزالو غوتيريز هو لاعب كرة قدم أرجنتيني، ولد في 26 يوليو 2003.